# Hannonville-Suzémont
Pour les articles homonymes, voir Hannonville et Suzémont.
Hannonville-Suzémont est une commune française située dans le département de Meurthe-et-Moselle en région Grand Est.

## Géographie
| Brainville             |                      | Ville-sur-Yron |
| Latour-en-Woëvre Meuse | Hannonville-Suzémont | Mars-la-Tour   |
|                        | Sponville            |                |

### Hydrographie

#### Réseau hydrographique
La commune est dans le bassin versant du Rhin au sein du bassin Rhin-Meuse. Elle est drainée par le ruisseau de Geruville, le ruisseau de Xonville et l'Yron,.

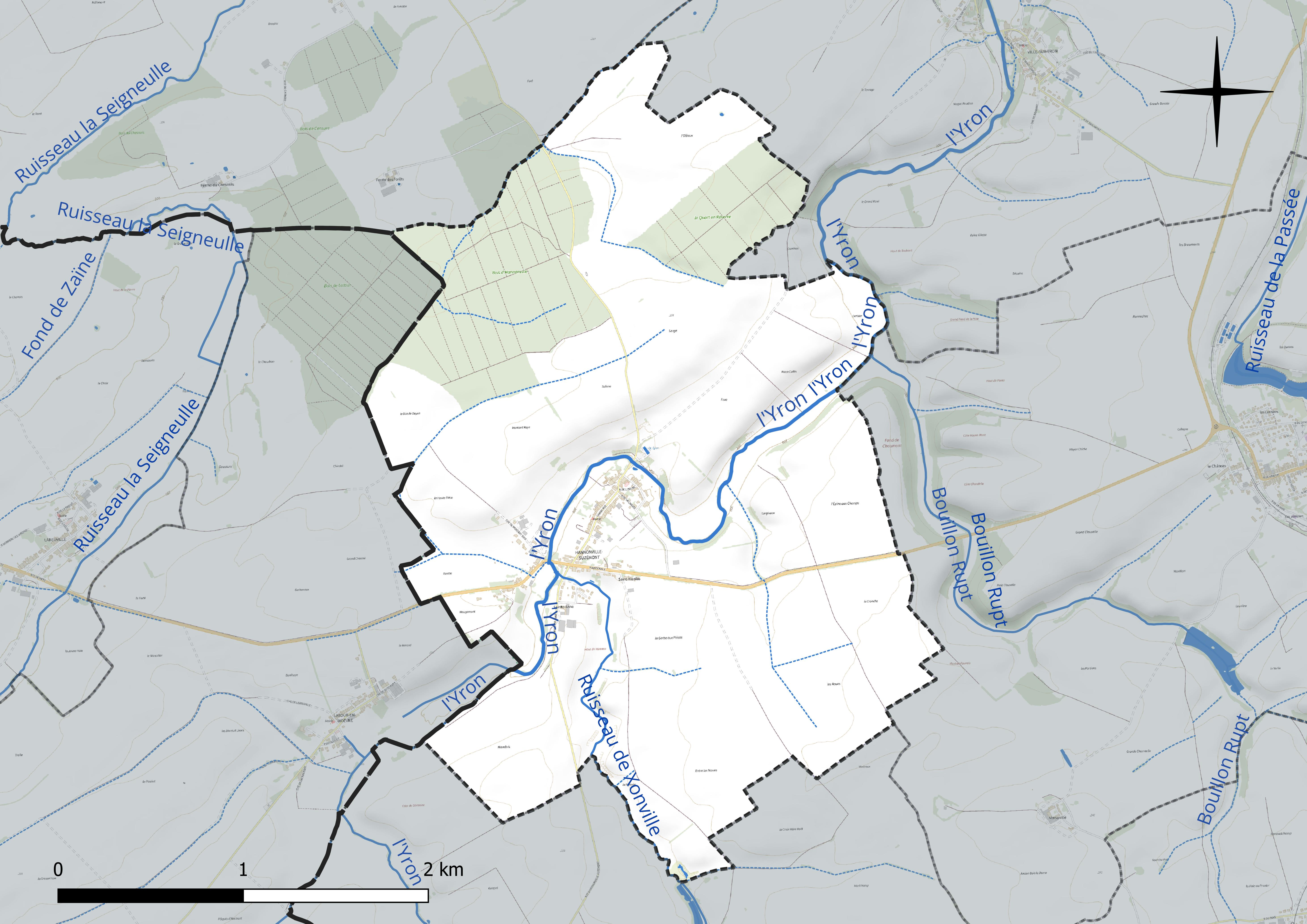
Réseau hydrographique de Hannonville-Suzémont.

#### Gestion et qualité des eaux
Le territoire communal est couvert par le schéma d'aménagement et de gestion des eaux (SAGE) « Bassin ferrifère ». Ce document de planification concerne le périmètre des anciennes galeries des mines de fer, des aquifères et des bassins versants hydrographiques associés qui s’étend sur 2 418 km2. Les bassins versants concernés sont celui de la Chiers en amont de la confluence avec l'Othain, et ses affluents (la Crusnes, la Pienne, l'Othain), celui de l'Orne et ses affluents et celui de la Fensch, le Veymerange, la Kiesel et les parties françaises du bassin versant de l'Alzette et de ses affluents (Kaylbach, ruisseau de Volmerange). Il a été approuvé le 27 mars 2015. La structure porteuse de l'élaboration et de la mise en œuvre est la région Grand Est. 
La qualité des cours d’eau peut être consultée sur un site spécial géré par les agences de l’eau et l’Agence française pour la biodiversité. 

### Climat
Pour des articles plus généraux, voir Climat du Grand Est et Climat de Meurthe-et-Moselle.
En 2010, le climat de la commune est de type climat des marges montargnardes, selon une étude du Centre national de la recherche scientifique s'appuyant sur une série de données couvrant la période 1971-2000. En 2020, Météo-France publie une typologie des climats de la France métropolitaine dans laquelle la commune est exposée à un climat semi-continental et est dans la région climatique  Lorraine, plateau de Langres, Morvan, caractérisée par un hiver rude (1,5 °C), des vents modérés et des brouillards fréquents en automne et hiver. 
Pour la période 1971-2000, la température annuelle moyenne est de 9,6 °C, avec une amplitude thermique annuelle de 16,7 °C. Le cumul annuel moyen de précipitations est de 794 mm, avec 12,3 jours de précipitations en janvier et 9,3 jours en juillet. Pour la période 1991-2020, la température moyenne annuelle observée sur la station météorologique de Météo-France la plus proche, « Doncourt-lès-Conflans », sur la commune de Doncourt-lès-Conflans à 9 km à vol d'oiseau, est de 10,7 °C et le cumul annuel moyen de précipitations est de 710,3 mm. 
La température maximale relevée sur cette station est de 40,9 °C, atteinte le 25 juillet 2019 ; la température minimale est de −16,5 °C, atteinte le 26 décembre 2010,,. 
Les paramètres climatiques de la commune ont été estimés pour le milieu du siècle (2041-2070) selon différents scénarios d'émission de gaz à effet de serre à partir des nouvelles projections climatiques de référence DRIAS-2020. Ils sont consultables sur un site spécial publié par Météo-France en novembre 2022.

## Urbanisme

### Typologie
Au 1er janvier 2024, Hannonville-Suzémont est catégorisée commune rurale à habitat dispersé, selon la nouvelle grille communale de densité à sept niveaux définie par l'Insee en 2022.
Elle est située hors unité urbaine. Par ailleurs la commune fait partie de l'aire d'attraction de Metz, dont elle est une commune de la couronne,. Cette aire, qui regroupe 245 communes, est catégorisée dans les aires de 200 000 à moins de 700 000 habitants,.

### Occupation des sols
L'occupation des sols de la commune, telle qu'elle ressort de la base de données européenne d’occupation biophysique des sols Corine Land Cover (CLC), est marquée par l'importance des territoires agricoles (78,5 % en 2018), une proportion sensiblement équivalente à celle de 1990 (79 %). La répartition détaillée en 2018 est la suivante : terres arables (57,7 %), prairies (20,8 %), forêts (15,5 %), zones urbanisées (5,9 %). L'évolution de l’occupation des sols de la commune et de ses infrastructures peut être observée sur les différentes représentations cartographiques du territoire : la carte de Cassini (XVIIIe siècle), la carte d'état-major (1820-1866) et les cartes ou photos aériennes de l'IGN pour la période actuelle (1950 à aujourd'hui).

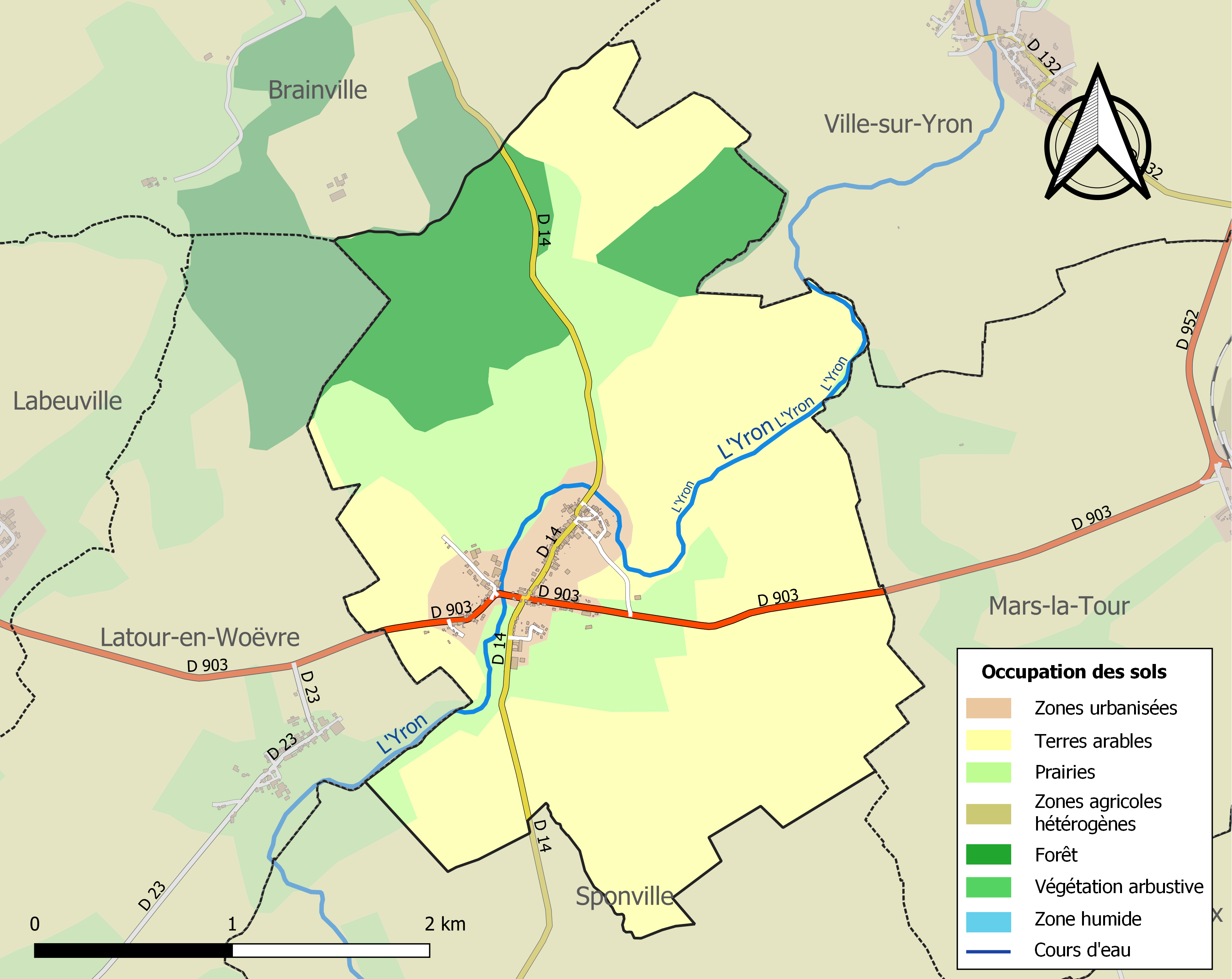
Carte des infrastructures et de l'occupation des sols de la commune en 2018 (CLC).

## Toponymie
Hannonville est attesté sous les formes Hanonville-en-Woivre (1294) ; Honnainville (1297) ; Henouville (1371) ; Hainonville (1482) ; Hanonville (1485) ; Hainnonville (1491) ; Hanconville-au-Passage (1594) ; Hanoville (XVIIe siècle) ; Hanonville-au-Passaige (1638) ; Hannonis-Villa ; Hannonville-au-Passage.

Suzémont est attesté sous les formes Susémont, Sizémont (1638).

De l'adjectif oil suzain « supérieur »  et mont.

## Histoire
Village de l'ancienne province du Barrois sur l'Yron.
Hannonville-au-Passage mentionné en 1346. Même nom en 1620 (Arch. dép. Meurthe-et-Moselle, B91), jusqu'en 1883.

## Politique et administration
| Période                                  | Période   | Identité            | Étiquette | Qualité                              |
| ---------------------------------------- | --------- | ------------------- | --------- | ------------------------------------ |
| Les données manquantes sont à compléter. |           |                     |           |                                      |
| mars 2001                                | mars 2008 | Chantal Florsch     |           |                                      |
| mars 2008                                | 2014      | Emmanuel Jeanpierre |           |                                      |
| avril 2014                               | mai 2020  | Didier Noel         |           | Agriculteur exploitant               |
| mai 2020                                 | En cours  | Didier Noël,        |           | Agriculteur sur moyenne exploitation |

Par arrêté préfectoral de la préfecture de la région Grand-Est en date du 9 décembre 2022, la commune d'Hannonville-Suzémont  a intégré l'arrondissement de Toul au 1er janvier 2023.

## Population et société

### Démographie
L'évolution du nombre d'habitants est connue à travers les recensements de la population effectués dans la commune depuis 1793. Pour les communes de moins de 10 000 habitants, une enquête de recensement portant sur toute la population est réalisée tous les cinq ans, les populations de référence des années intermédiaires étant quant à elles estimées par interpolation ou extrapolation. Pour la commune, le premier recensement exhaustif entrant dans le cadre du nouveau dispositif a été réalisé en 2008.

En 2022, la commune comptait 257 habitants, en évolution de −1,91 % par rapport à 2016 (Meurthe-et-Moselle : −0,13 %, France hors Mayotte : +2,11 %).
| 1793 | 1800 | 1806 | 1821 | 1836 | 1841 | 1861 | 1866 | 1872 |
| ---- | ---- | ---- | ---- | ---- | ---- | ---- | ---- | ---- |
| 295  | 258  | 327  | 523  | 438  | 462  | 450  | 418  | 380  |

| 1876 | 1881 | 1886 | 1891 | 1896 | 1901 | 1906 | 1911 | 1921 |
| ---- | ---- | ---- | ---- | ---- | ---- | ---- | ---- | ---- |
| 402  | 414  | 366  | 398  | 323  | 346  | 306  | 322  | 223  |

| 1926 | 1931 | 1936 | 1946 | 1954 | 1962 | 1968 | 1975 | 1982 |
| ---- | ---- | ---- | ---- | ---- | ---- | ---- | ---- | ---- |
| 216  | 203  | 206  | 212  | 249  | 230  | 189  | 183  | 198  |

| 1990 | 1999 | 2006 | 2008 | 2013 | 2018 | 2022 | - | - |
| ---- | ---- | ---- | ---- | ---- | ---- | ---- | - | - |
| 226  | 241  | 274  | 284  | 273  | 257  | 257  | - | - |

## Culture locale et patrimoine

### Lieux et monuments
- Présences gallo-romaine et franque.
- Vestiges de substructions antiques au lieu-dit Conroy.
- Église paroissiale Saint-Grégoire-le-Grand, construction XVIIIe/XIXe.

### Héraldique
| Blason de Hannonville-Suzémont | Blason  | De sinople à la jumelle d'argent en pal, accompagnée d'une fleur de lys d'or en abîme et de deux roues de huit rayons du même aux cantons dextre de la pointe et senestre du chef. |
| Blason de Hannonville-Suzémont | Détails | Le statut officiel du blason reste à déterminer. |